# Ануфрієв Микола Іванович
Мико́ла Іва́нович Ану́фрієв (19 квітня 1950, с. Рівне Новоукраїнського району Кіровоградської області, УРСР, СРСР) — український міліцейський чиновник (деякий час заступник Міністра внутрішніх справ), правник і громадський діяч; від 2003 року — ректор Київського інституту внутрішніх справ. Заслужений юрист України.

## Біографія
Микола Іванович Ануфрієв народився 19 квітня 1950 року в селі Рівне Новоукраїнського району Кіровоградської області. Закінчив Рівненську середню школу. У сімнадцятирічному віці почав працювати столяром у місцевій міжколгоспній будівельній організації, пізніше завідував сільським клубом. З 1968 до 1970 року проходив строкову службу у Військових Силах СРСР. Звільнившись у запас повернувся у рідне село.
Продовжив навчання у Харківському юридичному інституті, якій закінчив у 1976 році. Того ж року став працювати слідчим відділу внутрішніх справ Кіровоградського районного відділу управління внутрішніх справ. Потім був слідчим контрольно-методичного відділення слідчого відділу обласного УВС, начальником слідчого відділу Кіровського РОВС Кіровограду, старшим слідчим частини слідчого відділу, старшим інспектором групи дізнання УВС, очолював Онуфріївський РОВС, Світловодський міський РОВС та сьомий відділ обласного УВС. Пізніше обіймав посаду заступника голови Кіровоградського обласного УВС.
З 1995 року Микола Іванович працював у Державному митному комітеті України. Наступного року був призначений начальником Головного управління кадрів Міністерства внутрішніх справ України, потім, у 1997—2003 роках, працював заступником міністра внутрішніх справ та начальником Головного управління по роботі з особовим складом. Перебуваючи на посаді, у 1998 році у Харкові успішно захистив дисертацію на здобуття наукового ступеня кандидата юридичних наук за темою «Управлінські шляхи зміцнення дисципліни в органах внутрішніх справ (соціолого-правові аспекти)».
Був офіційним опонентом під час захисту кандидатської дисертації з соціології Валерія Московця.
У 2003—2004 роках Ануфрієв обіймав посаду ректора Київського інституту внутрішніх справ при Національній академії внутрішніх справ.
Микола Іванович — член-кореспондент Міжнародної кадрової академії, очолює українську асоціацію «Чорнобиль» органів та військ МВС.
Член Ради Асоціації Ветеранів МВС України.
Миколу Ануфрієва пов'язували товариські відносини з колишнім міністром внутрішніх справ Юрієм Кравченком. Неодноразово публічно висловлював думку, що Кравченко не наклав на себе руки, а був вбитий.

## Нагороди
- орден «За заслуги» 3-го ступеня
- відзнакою МВС України «Хрест Слави»
- орден св. Святослава 3-го ступеня[6]
- Заслужений юрист України
- «Орден Пошани» Міжнародної кадрової академії[7]

Рішенням 26-ї сесії 24-го скликання Кіровоградської міської ради від 22 липня 2004 року Миколі Івановичу Ануфрієву надано звання «Почесний громадянин м. Кіровограда».

## Науковий доробок
- Управлінські шляхи зміцнення дисципліни в органах внутрішніх справ (соціолого-правові аспекти) [Текст]: автореф. дис … канд. юрид. наук: 12.00.07 / Ануфрієв Микола Іванович ; Університет внутрішніх справ. — Х., 1998. — 23 с.
- Н. И. Ануфриев, А. М. Пиджаренко. Тайны сыска. 2-е изд., доп. и перераб. — К. : Преса України, 2002. — Кн.1 : От глубокой древности — до конца ХІХ века. — 2002. — 543 с.